# ガイ・ホリングワース
ガイ･ホリングワース（Guy Hollingworth）はイギリスのアマチュア・マジシャン。本業は弁護士。
トリック「The Reformation」でマジック界にセンセーションを巻き起こす（「The Reformation」は観客のサインがされたカードを4つに破り1欠片ずつ繋げていくマジック）。
また、著書『Drawing Room Deceptions』は高い評価を受けている。彼のカードマジックは他にビデオ『The London Collection』と『Routines』で見ることができる。

## 経歴
マジックに興味を持ったのは13歳の頃。当時通っていた学校「St Paul's School」のマジッククラブ「Prestige Society」に所属したのがきっかけである。ガイが所属した時には廃部寸前で、一時はガイを含めて部員が2名にまで減るという危機に陥る。そのため、学校の公開日にマジックショーを開いては部員を集めていたと言う。
これと同時期に見たイギリスのテレビ番組『The Best of Magic』でのチャニング・ポロックの鳩出しとカードマニピュレーションがガイのステージアクトに大きな影響を与えているという。
それより少し後に見たテレビ番組『Simon Drake's The Secret Cabaret』ではリッキー・ジェイに感銘を受け、これがきっかけとなり現在彼のスタイルであるクロースアップ・マジックとギャンブリングをテーマとした現象に興味を惹かれることとなる。
大学生になったガイは工業デザインと法学の学位を得る。その間もマジックへの情熱は消えておらず、学生でありながらアメリカ全土やヨーロッパ、オーストラリア、アルゼンチン、日本を周りショーとレクチャーを行う忙しいスケジュールをこなす。このツアーで1996年3月に来日した。

## 著書
- FISM Lecture Notes（限定版）
- Drawing Room Deceptions
- Waiting for Inspiration Lecture Notes
- Notes on Card Tricks and Other Diversions（邦訳版『マジックランド』）

## ビデオ
- The Reformation（限定版）
- The London Collection
- Routines

## トリック
- Quartet
- Once Upon a Time

## 出演テレビ番組
- The World's Greatest Magic III (NBC,USA)
- Heroes of Magic (UK)
- Illusoes with Luis de Matos (Portugal)
- Britain's Worst Cheats (UK)
- Fifty Greatest Magic Tricks (UK)
- スーパーテレビ 前田知洋&世界最強の5人のマジシャン（2005年1月3日放送、日本テレビ系列）